# Dynomene hispida
Dynomene hispida is een krabbensoort uit de familie van de Dynomenidae. De wetenschappelijke naam van de soort is voor het eerst geldig gepubliceerd in 1812 door Latreille, in Milbert.